# Gymnosporia linearis
Gymnosporia linearis là một loài thực vật có hoa trong họ Dây gối. Loài này được (L.f.) Loes. mô tả khoa học đầu tiên năm 1942.